# Грипаки (Гадячский район)

Грипаки (укр. Грипаки) — село,
Беленченковский сельский совет,
Гадячский район,
Полтавская область,
Украина.
Код КОАТУУ — 5320480402. Население по переписи 2001 года составляло 37 человек.

## Географическое положение
Село Грипаки примыкает к сёлам Рудиков и Петроселовка.
По селу протекает пересыхающий ручей с запрудой.

## История
- 1870 — дата основания.